# Impatiens campanulata
Impatiens campanulata är en balsaminväxtart som beskrevs av Robert Wight. Impatiens campanulata ingår i släktet balsaminer, och familjen balsaminväxter. Inga underarter finns listade i Catalogue of Life.